# Károly Hudovernig

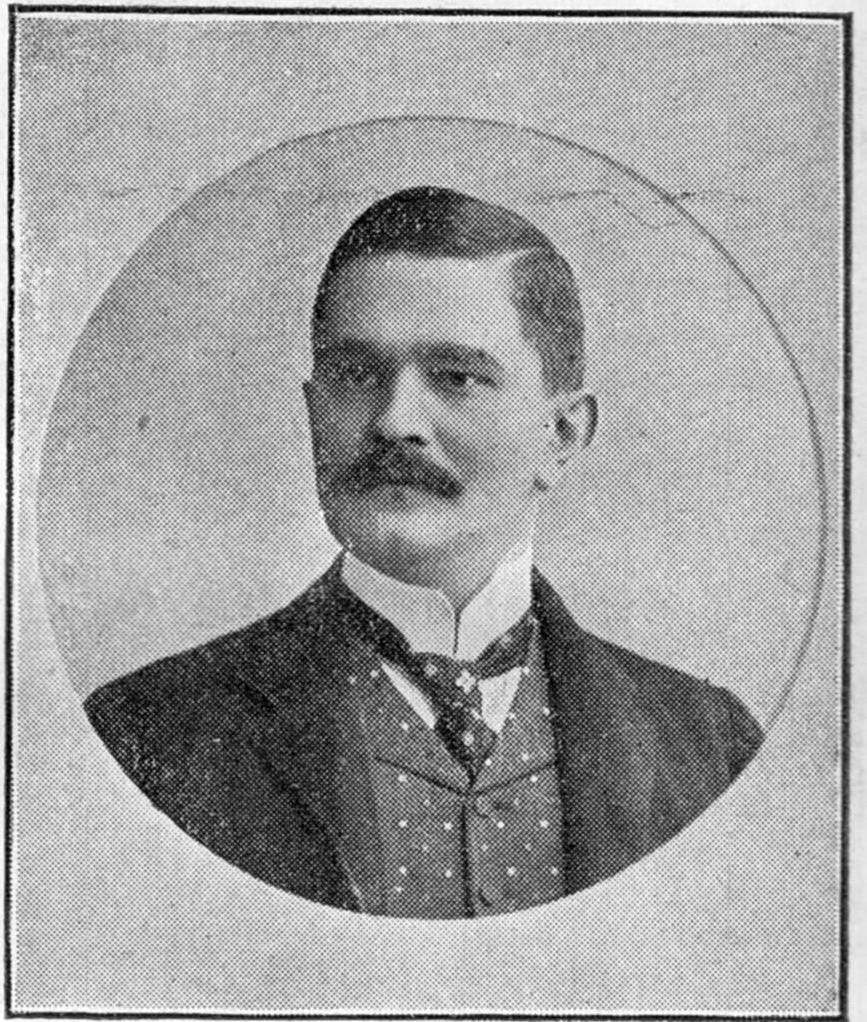
Károly Hudovernig

Károly Hudovernig (ur. 12 września 1873 w Budapeszcie, zm. 18 czerwca 1928 tamże) – węgierski lekarz psychiatra.
Studiował medycynę na Uniwersytecie w Budapeszcie, tytuł doktora medycyny otrzymał w 1898 roku. Następnie specjalizował się w psychiatrii, najpierw w uniwersyteckiej klinice u Laufenauera, potem za granicą, w Heidelbergu u Kraepelina, Nissla i Hoffmanna, w Nancy u Liébeaulta i w Paryżu u Tourette’a i Raymonda. Od 1901 do 1908 asystent w budapeszteńskiej klinice Moravcsika. W 1907 roku habilitował się, od 1908 ordynator oddziału dla chorych psychicznie szpitala miejskiego w Budapeszcie.

## Wybrane prace
- Az agykéreg idegsejtjeinek elhelyezéséről. Bp., 1900
- A Basedow-kór organotherapiájához. Bp., 1905
- Die Verwendbarkeit des Methylatropinum bromatum bei Erkrankungen des Nervensystems. Berliner klinische Wochenschrift 43, ss. 1363-6, 1906
- A methylatropinum bromatum alkalmazása az idegrendszer megbetegedéseinél. Bp., 1906
- Egy új kézi készülék vibratiós massage eszközlésére. Elme & idegkórt., 1906
- Neurasthenia és neuralgia. Bp., 1909
- Ueber den Wert der neueren Behandlungsarten der progressiven Paralyse. Neurologisches Centralblatt 35, ss. 69-75, 1916
- Schizophrenia periodica und Behandlung der Schizophrenie. Psychiatrisch-neurologische Wochenschrift 29, ss. 45-48, 1927
- Schizophrenia periodica ritkább esetei. Budapest: Globus Ny., 1927